# Fritz Groß (Journalist)
Fritz Groß (Pseudonyme: F.G.; Peter Michael; John Sorg; * 20. März 1897 in Wien, Österreich-Ungarn; † 7. Oktober 1946 in London) war ein österreichisch-deutscher Redakteur und Schriftsteller.

## Leben
Groß war der Sohn eines Juweliers. 1914 trat er in die Sozialistische Arbeiterjugend ein. Groß war Soldat im Ersten Weltkrieg. 1918 schloss er sich der Roten Garde in Wien an. Noch im selben Jahr siedelte er nach Berlin über, wo er 1919 Mitglied der Kommunistischen Partei Deutschlands (KPD) wurde.
1919 nahm Groß das Studium der Nationalökonomie in Heidelberg auf. Aufgrund seiner politischen Betätigung wurde er bereits im folgenden Jahr relegiert. Anschließend arbeitete er als Redakteur für die Zeitschriften Freiheit und Republik in Berlin, bevor er sich 1921 als Buchhändler in Frankfurt niederließ. In den folgenden Jahren schlug er sich in wechselnden Berufen in Remscheid, Düsseldorf und Wien durch, bevor er 1925 wieder nach Berlin ging, wo er für die kommunistische Zeitung Welt am Abend als Redakteur tätig wurde. 1928 zog er nach Hamburg, wo er im Haus von Magda Hoppstock-Huth wohnte.
Seine schriftstellerische Laufbahn hatte Groß 1917 mit der Veröffentlichung des Gedichtzyklus Rezitationen begonnen. 1926 folgte die Schrift Lenin, Liebknecht, Luxemburg und 1932 die Gedichtsammlung Funksprüche.
1932 wurde Groß aus der KPD ausgeschlossen.
Nach der Machtergreifung der Nationalsozialisten im Frühjahr 1933 ging Groß nach Großbritannien, wo er für verschiedene Zeitungen wie den Spectator arbeitete. Außerdem betrieb er eine Leihbibliothek für Flüchtlinge in London.
Von den nationalsozialistischen Polizeiorganen wurde Groß nach seiner Emigration als Staatsfeind eingestuft: Im Frühjahr 1940 setzte das Reichssicherheitshauptamt in Berlin ihn auf die Sonderfahndungsliste G.B., ein Verzeichnis von Personen, die im Falle einer erfolgreichen deutschen Invasion Großbritanniens durch die Sonderkommandos der SS-Einsatzgruppen mit besonderer Priorität ausfindig gemacht und verhaftet werden sollten.
Nach dem Ausbruch des Zweiten Weltkriegs wurde Groß im Jahr 1940, formal noch immer deutscher Staatsbürger und somit Angehöriger einer feindlichen Macht, als Enemy Alien auf der Isle of Man interniert.
Seit 1941 arbeitete Groß an der Zeitschrift Contemporary Review und an der Österreich-Sendung der BBC mit. Politisch gehörte er dem Club 1943 an.

## Familie
Von 1921 bis 1925 war Groß mit Babette Gross der späteren Ehefrau von Willi Münzenberg verheiratet. Der gemeinsame Sohn Peter Gross (1923–2016) wuchs bei den Großeltern in Potsdam auf und gelangte mit einem Kindertransport nach England.

## Schriften
- Georg Büchner. Stationen eines Lebens, 1919.
- Brüder 1919.
- Lenin, Liebknecht, Luxemburg, 1926.
- Funksprüche 1932.